# Coll de Segalers
El Coll de Segalers és una collada dels contraforts nord-orientals del Massís del Canigó, a 2.039 metres d'altitud, en el terme comunal de Castell de Vernet, a la comarca del Conflent, de la Catalunya del Nord.
Està situat a la zona sud-oriental del terme de Castell de Vernet. Hi passa el Camí del Balcó del Canigó (el GR - 10/36). És al sud-oest del Quazemí, en la carena que davalla d'aquest cim, i al nord-oest de la Solana de Cadí.